# Fidela Gardeta
Fidela Gardeta y Cornel (Huesca, 31 de enero de 1876 - idem, octubre de 1922) fue una mezzosoprano española.
Gardeta provenía de una familia relacionada con la música; su padre, Valentín Gardeta, era un músico conocido en Huesca. Valentín murió pronto y Fidela quedó al cuidado de sus tíos. Desde niña había demostrado tener buena voz, por lo que sus tutores la enviaron al Real Conservatorio de Madrid, para que estudiase canto. Allí ganó en 1893 el premio de canto.
Acabados sus estudios, comenzó a trabajar en el coro del Teatro Real y poco después debutó como mezzosoprano en Pamplona. Pronto comenzaría su éxito en el Teatro Real, donde estrena Hamlet en la temporada 1897-1898. Tras este debut, durante cinco temporadas sería una de las voces fijas del teatro. En 1899, precisamente en el Teatro Real, estrenaba Rigoletto, bajo dirección de Cleofonte Campanini, ópera en la que debutó Marino Aineto, otro cantante aragonés.
El 11 de agosto de 1901, Gardeta, junto con Marino Aineto y Julián Biel, que actuaba por primera vez en su ciudad natal, cantarion con enorme éxito en el Teatro Principal de Zaragoza, donde se reunían por primera vez los tres cantantes de ópera aragoneses más importantes de la época.
La voz de Gardeta ha sido conservada en numerosos cilindros de cera grabados. La artista cantaba tanto ópera, como zarzuela, siendo una excelente actriz, de una belleza excepcional.
En enero de 1900 estrenó La valquiria en el Teatro Real, habiendo participado en el estreno español de la ópera de Wagner el año anterior. Su última actuación en el Real fue el 15 de marzo de 1902. En 1903 cantaba en el Teatro Lírico y en el Teatro Pignatelli de Zaragoza. El 11 de agosto de 1903, el Orfeón Oscense organizó en el Teatro Principal de la ciudad un festival en el que cantan Gardeta y Aineto.
Serían sus últimas actuaciones como gran artista de la ópera: parece que problemas de salud le impidieron continuar su carrera, aunque en 1908 todavía participó en un homenaje a la jota en Zaragoza. Luchando con su enfermedad, se dedicó a la enseñanza para sobrevivir.
La noticia de su muerte fue publicada el 18 de octubre de 1922 en el periódico La Correspondencia de España.